# Croce Rossa
Croce Rossa – szczyt w Alpach Graickich, części Alp Zachodnich. Leży na granicy między Francją (region Owernia-Rodan-Alpy a Włochami (region Piemont). Należy do masywu Alpi di Lanzo e dell’Alta Moriana. Szczyt można zdobyć ze schroniska Rifugio Luigi Cibrario (2616 m). Sąsiaduje z Punta d’Arnas i Uia di Bessanese.